# H3h3Productions
h3h3Productions (a menudo abreviado como h3h3 o simplemente h3) es un canal de YouTube estadounidense-israelí producido por Ethan e Hila Klein. Su contenido mayoritariamente consta de vídeos de reacción y escenas cortas de comedia que tratan sobre otros YouTubers y la cibercultura en general. Además del canal principal, mantienen un canal de Videoblog llamado Ethan and Hila y un tercer canal llamó H3 Podcast. Este último utiliza un formato de streaming en vivo cubriendo una variedad de temas con Ethan e Hila entrevistando a celebridades y a otros YouTubers. El podcast tiene un segmento llamado "Lo mejor de la semana" en donde Ethan e Hila opinan sobre recientes acontecimientos de la cibercultura e internet.

## Comienzos
Ethan Edward Klein (n. 24 de junio de 1985) nació en Ventura, California, EE.UU, en una familia de origen judeoasquenazí . Sus padres son Gary y Donna Klein, y estudio en el Buena High School. Estudió Literatura inglesa en la Universidad de California, Santa Cruz, de 2004 a 2009, y se graduó en Artes en escritura creativa. Su abuelo paternal era el productor televisivo y cinematográfico Leonard Katzman. Tiene un ligero Síndrome de Tourette que es el causante de contracciones nerviosas en sus cejas, algo a lo que hace referencia en sus vídeos.
Hila Klein (n. 12 de diciembre de 1987) nació en Holon, Israel, en una familia de origen judeo-sefardí. Su padre desciende de judíos libios, mientras que su madre desciende de judíos turcos. Hila sirvió como soldado en las Fuerzas de Defensa del Israel durante dos años. Es durante su servicio militar en donde conoce a Ethan Klein durante una visita de este al Museo de Holocausto en Jerusalén en un viaje patrocinado por Taglit Birthright Israel. Comenzó a estudiar en el Shenkar Facultad de Ingeniería, Diseño y Arte pero abandono sus estudios.
Tras varios años juntos, la pareja contrae matrimonio en 2012. Su primer vídeo de reacción fue publicado en YouTube en noviembre de 2013. Varios de sus primeros videos eran proyectos para Hila durante sus estudios. Durante este tiempo la pareja vivía en Florentin, un barrio de Tel Aviv. En abril de 2015, los Kleins se mudan a los Estados Unidos. Viven primero en Los Ángeles, pero en septiembre de 2015 se mudan a Nueva York. En agosto de 2016 se mudan nuevamente a Los Ángeles. Ambos se identifican como ateos agnósticos.

## El canal de Youtube
El formato principal de contenidos distribuidos es el de  vídeos de reacción, pero con un análisis más extenso que los tradicionales.
El canal es conocido por criticar tendencias en la cibercultura, personalidades en YouTube, así como también las políticas de servicio de este último. Frecuentemente la pareja participa en controversia en línea, como es el caso  de SoFloAntonio y vídeos de broma.
El 21 de marzo de 2016, h3h3 subió el video "Vape Nation", un vídeo que hace comedia sobre los vapeadores, en donde Ethan compra un cigarrillo electrónico y lo fuma en público, parando en un momento frente al set televisivo del canal de noticias WABC-TV.  El presentador Bill Ritte publicó un tuit en Twitter diciendo "He sido 'bendecido'? He recibido al vapeador? No estoy seguro que fue lo que recibí, pero algo he recibido. Recibí? Gracias, supongo" En agosto de 2018 el video llevaba 23 millones de vistas y es el vídeo más visto en el canal.
En julio de 2016, tras ganar un concurso en la radio, Ethan conoció a DJ Khaled y le mostró una serie de vídeos, incluyendo "El documental de DJ Khaled". Más adelante, el canal público un corto documental sobre sitios de apuestas basados en el juego Counter-Strike: Global Offensive. El video critica a varios YouTubers por atraer a espectadores menores de edad a sitios de apuestas.
El canal se unió a la Freedom! network tras dejar al Collective Digital Studio en agosto de 2015, y desde 2016 es parte de la Omnia Media network.

## H3 Podcast
En 2016, Ethan y Hila lanzan el canal H3 Podcast. El primer episodio, en donde Ethan y Hila entrevistan a Justin Roiland, fue publicado el 20 de diciembre de 2016. Los episodios son normalmente emitidos en vivo y más tarde subidos en su totalidad a YouTube.  Mientras que la mayoría de los episodios presentan a un invitado especial, algunos episodios son llamados "Lo mejor de la Semana" y presentan únicamente a Ethan y Hila. Algunos invitados especiales han sido PewDiepie, Jordan Peterson, Bob Saget, Ninja, Chris D'Elia, Jake Paul, Bo Burnham, y Post Malone.

## Otros trabajos
Desde el 5 al 12 de septiembre de 2017, Ethan y Hila, junto con Justin Roiland, Alex Hirsch, Dana Terraza y Joey Salads, juntaron más de  $200,000 en donaciones para Direct Relief, un monto destinado a ayudar a los afectados por el Huracán Harvey en Houston, Texas, el cual causó daños masivos a la ciudad.
Ethan y Hila aparecen en un DLC del juego Payday 2. En un principio se creyó que esto era una broma (Día de las bromas de abril) pero la publicación del DLC fue confirmada. Los beneficios por las ventas del mismo fueron otorgados directamente a los Kleins por la empresa desarrolladora para ayudarlos con costes legales.

## Controversias

### Hosseinzadeh vs Klein
En abril de 2016, Matt Hosseinzadeh, también YouTuber, presentó una demanda contra los Kleins por infringimiento de derechos de autor. Hosseinzadeh reclamo que en un principio contacto a los Kleins y pidió quitar contenidos de un video realizado por el, que fueron utilizados en un video publicado por los Klein, pero estos rechazaron el pedido. El abogado de Hosseinzadeh, Tim Bukher, reclamo que el vídeo realizado por los Klein utiliza más de un 70% del trabajo de su cliente, mientras que, en su opinión, los Klein no añadieron nada sustancial al mismo.
Tras la publicación de un video sobre el caso por h3h3Productions al mes siguiente, el Youtuber Philip DeFranco comenzó una campaña de recolección de fondos en GoFundMe para ayudar con los costes legales del caso, citando la necesidad de proteger el fair use en YouTube. La campaña recaudó casi $170,000, recibiendo donaciones de Fine Brothers, Markus "Notch" Persson, PewDiePie, Markiplier, Jacksepticeye, Justin Roiland, y Garry Newman.
El 26 de mayo de 2016, Ethan y Hila anunciaron que los fondos acumulados irían a una cuenta bajo la supervisión de Morrison & Lee LLP para ayudar a otras personas en causas relacionadas con el fair use. El 27 de junio de 2016, Michael Lee, abogado de la pareja, anunció en Twitter que presentó una moción para rechazar el caso.
Según los registros de la corte en noviembre de 2016 los Klein ya no estaban representados por Morrison & Lee LLP y tenían nuevos abogados. Más tarde la pareja confirmó el cambio se debió, entre otras razones, a que las "cosas no estaban saliendo". Mencionaron además que los nuevos abogados cobraron $54,146 por un mes de trabajo. El 17 de marzo de 2017, el juicio, originalmente planeado para el 17 de abril de 2017 se aplazó a la espera de la resolución sobre las mociones del juicio sumario.
El 23 de agosto de 2017, Ethan publicó en Twitter que ganaron el pleito. En su decisión a favor de Ethan y Hila, la Juez de Distrito de los EE. UU. Katherine B. Forrest  mencionó que los videos de los Kleins' constituían fair use según la ley y eran simplemente un comentario y crítica.

### Hablando contraEl Wall Street Journal
Durante 2017, H3h3Productions, junto a varios otros canales, mostró su apoyo hacia PewDiePie en una  controversia sobre chistes nazis en uno de sus vídeos de enero de ese año. El 14 de febrero, The Wall Street Journal publicó una historia sobre referencias de PewDiePie sobre Adolf Hitler, las cuales según Pewdiepie, Ethan Klein y otros, fueron sacados de contexto.